# (4016) Sambre
(4016) Sambre (1979 XK) – planetoida z pasa głównego asteroid okrążająca Słońce w ciągu 3,74 lat w średniej odległości 2,41 j.a. Odkryta 15 grudnia 1979 roku.